# Buraco negro (rede)
Na rede, os buracos negros se referem a locais onde o tráfego de entrada ou de saída é silenciosamente descartado (ou "descartado"), sem informar à fonte que os dados não chegaram ao destinatário pretendido. Ao examinar a topologia da rede, os próprios buracos negros são invisíveis e só podem ser detectados pelo monitoramento do tráfego perdido; daí o nome.